# 하먼 킬러브루
하먼 클레이턴 킬러브루 주니어(영어: Harmon Clayton Killebrew Jr., /ˈkɪlɪbruː/, 1936년 6월 29일~2011년 5월 17일)는 "더 킬러"(영어: The Killer), "해머린 하먼"(영어: Hammerin' Harmon)이라는 별명으로 알려진 미국의 전 프로 야구 선수이자 코치로, 주 포지션은 1루수, 3루수, 좌익수였다. 메이저 리그 베이스볼(MLB)에서의 22년 커리어 중 거의 대부분을 미네소타 트윈스에서 활약한 파워 히터였는데, 은퇴 당시 메이저 리그 역사상 개인 통산 5위에 해당하는 홈런 기록을 보유했었으며 이는 당시 아메리칸 리그(AL)에서 베이브 루스에 이은 2위, 아메리칸 리그 우타자 통산 홈런 1위에 해당하는 기록이었다. 1984년 미국 야구 명예의 전당에 헌액되었다.
선수 시절 180 cm (5 피트 11 인치)의 키와 97 kg(213 파운드)의 단단한 체격을 지녔다. 컴팩트한 스윙으로 파괴력 있는 모습을 보여주며, 1960년대 40홈런 이상 쳐낸 시즌을 여덟 차례나 만드는 등 당대 투수가 가장 두려움을 느끼는 강타자 중 한 명으로 이름을 알렸다. 아메리칸 리그에서 홈런 부문 6차례, 타점 부분 3차례 1위에 이름을 올렸고, 13번이나 올스타에 선정되었다. 1965년에는 미네소타 트윈스 소속으로 월드 시리즈에 출전했으나 로스앤젤레스 다저스에 패해 준우승에 만족해야 했다. 커리어 하이 시즌은 1969년으로, 이해 49홈런과 140타점을 기록하며 소속팀 트윈스의 아메리칸 리그 서부 지구 우승을 견인하는 동시에 최우수 선수상(MVP)을 수상했다.
빠른 손놀림과 특출한 상반신의 힘을 통하여 자주, 그리고 멀리 홈런을 날리는 선수로 유명했다. 미네소타 트윈스의 홈구장인 메트로폴리탄 스타디움에서 160 m (520 피트), 볼티모어 오리올스의 홈구장인 메모리얼 스타디움에서 144 m(471 피트)의 홈런으로 두 구장에서 각각 가장 비거리가 긴 홈런을 만들어낸 선수로 기록되었으며, 디트로이트 타이거스의 홈구장인 타이거 스타디움의 좌측 외야 지붕을 넘기는 타구를 만들어 낸 네 명의 선수 중 한 명이기도 했다. 이러한 파워풀한 플레이 스타일과 이로 인해 붙여진 별명과 달리, 경기장 바깥에서 킬러브루는 조용하고 친절한 성격을 지닌 선수였다. 취미가 무엇이냐는 질문을 받자 "그냥 설거지를 하는 것 같아요."라고 답한 일화가 있다.
현역 은퇴 후에는 1976년부터 1988년까지 몇몇 야구 팀의 텔레비전 캐스터로 일했다. 오클랜드 애슬레틱스에서 타격 인스트럭터를 맡기도 했다.

## 어린 시절
하먼 킬러브루는 미국 아이다호주 페이엣에서 하먼 클레이턴 시니어와 캐서린 펄 (메이) 킬러브루의 네 자녀 중 막내로 태어나 자랐다. 화가이자 보안관으로 일했던 그의 아버지는 훗날 프로 풋볼 명예의 전당에 헌액되는 그리시 닐 감독의 체제 하에서 무패 행진을 달리며 올-아메리카의 칭호를 얻었던 밀리킨 칼리지의 미식축구 팀의 일원이었다. 가족에게 전해지는 이야기에 따르면 하먼 킬러브루의 할아버지는 북군에서 가장 힘이 셌던 사내로 모든 헤비급 레슬링 선수권 대회에서 우승했다고 한다. 아버지 클레이턴 시니어는 1953년 59세로 갑자기 세상을 뜨기 전까지 하먼과 그의 형제들에게 여러 스포츠에서 활동할 수 있도록 격려를 아끼지 않았다.
킬러브루는 유년 시절에 아이다호주에서 성장기를 보냈던 명예의 전당 투수 월터 존슨의 이름을 딴 월터 존슨 메모리얼 필드에서 야구를 했다. 또한 농장에서 일꾼으로 일하며 1갤런에 무게가 43 kg (95 파운드)에 달하는 우유통 10갤런을 운반하는 일을 했다. 고등학교 시절 다양한 스포츠에서 활동하면서 12번의 레터맨 칭호를 받았고 페이엣 고등학교의 올-아메리카 쿼터백으로 이름을 올렸다. 학교에서는 나중에 그의 번호를 영구 결번 처리했다. 또한 오리건 대학교에서 체육 특기자 장학금 제안을 받기도 했지만 이를 거절했다.
1950년대 초에 아이다호주의 허먼 웰커 상원 의원은 워싱턴 세너터스의 클라크 그리피스 구단주에게 당시 세미 프로 야구 팀에서 뛰며 .847의 타율을 기록하고 있던 킬러브루에 대한 이야기를 전했다. 그리피스 구단주는 그 이야기를 당시 팜팀 관리자를 맡고 있던 오시 블루지에 전달했고, 이에 블루지는 킬러브루의 플레이를 직접 보기 위해 아이다호주로 날아갔다. 보스턴 레드삭스도 킬러브루에 대하여 관심을 나타냈지만, 최종적으로 1954년 6월 19일 블루지가 50,000 달러(오늘날 화폐 가치로 481,846달러)에 킬러브루와의 계약을 성사시켰다.

## 프로 경력

### 워싱턴 세너터스
하먼 킬러브루는 4,000달러 이상의 금액으로 계약한 선수의 경우 반드시 메이저 리그 로스터에 2시즌 내내 포함되어야 한다는 메이저 리그 베이스볼(MLB)의 보너스 룰에 따라 계약을 했다. 실제로 킬러브루는 계약한 지 4일 후, 만 18세가 되기까지 6일 밖에 남지 않은 시점에 당시 메이저 리그에서 가장 어린 선수로 데뷔전을 치렀다. 킬러브루는 데뷔전이었던 시카고 화이트삭스와의 경기에서 주자가 가득 들어찬 상황에 상대 팀 선발 투수 잭 하시먼에게 몸에 맞은 공으로 1루에 나가게 된 대타 클라이드 볼머의 대주자로 출전했다. 1954년 8월 23일에는 필라델피아 애슬레틱스를 상대로 한 더블헤더의 두 번째 경기에서 처음으로 선발로 나서 2개의 단타와 한 개의 2루타를 쳐냈으며, 팀은 10–3으로 승리했다. 데뷔를 한지 1년 1일이 지난 시점이자 만 19세가 되기까지 5일 밖에 남지 않았던 때인 1955년 6월 24일 경기에서는 5회말 디트로이트 타이거스의 선발투수 빌리 호프트를 상대로 메이저 리그 첫 홈런을 때려냈다. 메이저 리그의 첫 두 시즌 동안 93타수에서 34삼진, .215의 타율과 4홈런만을 기록했으며, 베테랑 3루수 에디 요스트의 백업으로 주로 경기에 나섰으나 수비에 있어서도 어려움을 겪었다.

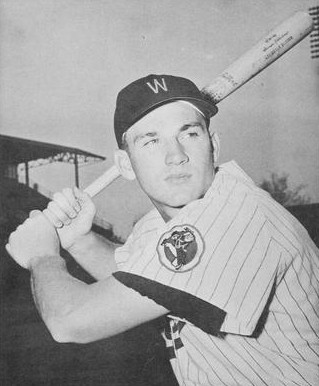
세너터스의 유니폼을 입고 있는 1959년의 킬러브루.

1956년에 보너스 기간이 만료되면서, 킬러브루는 세너터스 산하 마이너 리그 팀인 사우스 애틀랜틱 리그의 샬럿 호네츠에 잠시 내려갔다가, 5월 초에 메이저 리그에 다시 콜업되었다. 5월 29일 볼티모어 오리올스와의 경기 초반에 2루수 피트 러널스의 부상으로 경기에 전격 투입되었는데, 이날 2개의 홈런을 터뜨리는 등 맹활약했으며 특히 두 번째 홈런 타구는 오리올스의 홈구장인 볼티모어 스타디움의 외야 가운데의 와이어 펜스를 넘겼다. 그렇지만 이후 6월 16일까지 .115의 저조한 타율을 기록하며 다시 마이너 리그로 강등되었다. 이해 시즌 샬럿 호네츠에서 70경기에 출전해 .325의 타율과 15홈런을 기록했다. 1957년에는 시즌 대부분을 서던 어소시에이션의 채터누가 룩아웃츠에서 뛰며 29홈런과 101타점을 기록했고 리그 올스타에도 선정되었다. 킬러브루는 채터누가에 있을 당시에 홈플레이트로부터의 거리가 144 m(471 피트)에 달하는 엥겔 스타디움의 가운데 담장을 넘기는 홈런 타구를 때린 유일한 선수였다. 1958년 시즌에는 채터누가보다 한 단계 더 높은 레벨의 아메리칸 어소시에이션에 속한 인디애나폴리스 인디언스에 잠시 콜업되었으나, 신통치 못한 성적으로 다시 채터누가로 내려가 남은 시즌을 보냈다. 이해 시즌 인디애나폴리스에서 38경기, 채터누가에서 86경기를 소화했다. 채터누가에서는 .308의 타율과 17홈런을 기록했다. 1957년과 58년 두 시즌을 합쳐 메이저 리그에서는 22경기에 출전했다.
1955년, 삼촌 클라크 그리피스 구단주의 사망으로 조카 캘빈 그리피스가 그 직을 이어 받았다. 캘빈 그리피스 구단주는 킬러브루가 세네터스의 주전이 될 준비를 다 마쳤다고 판단하여, 1958년 12월 6일 32살의 에디 요스트를 디트로이트 타이거스로 보내는 트레이드를 단행하였다. 이로써 킬러브루는 팀의 주전 3루수로 나서게 되었다. 킬러브루는 시즌에 들어서 5월 1일부터 5월 17일까지 다섯 번의 멀티 홈런 경기를 만들어냈으며, 특히 같은 달 12일에는 개인 통산 첫 5타점 경기를 해냈다. 시즌 중반까지 28홈런을 기록하는 등의 활약으로 올스타에도 선정되어, 그해 두 번 치러진 올스타전 중 올스타전 첫 경기에서는 선발로, 두 번째 경기에서는 후보 선수로 각각 출전했다. 킬러브루는 연고지 워싱턴 D.C.에서 부쩍 많은 인기를 얻게 되어, 종종 경기장을 들르기도 했던 드와이트 D. 아이젠하워 당시 대통령이 그를 보러 팀을 방문하기도 했다. 한편 그리피스 구단주는 킬러브루에 대한 신시내티 레즈의 50만 달러 이적 제안을 거절했다. 이해 시즌 킬러브루는 42홈런으로 로키 콜라비토와 아메리칸 리그 홈런 공동 1위에 이름을 올린 데 이어, 팀 동료 로이 시버스가 2년 전 기록했던 세너터스 타자 단일 시즌 최다 홈런 기록과도 동률을 이뤘다. 여러모로 잠재력을 터뜨리는 데 성공한 시즌이었지만, 그 이전 시즌에도 간간히 경기에 출전했었기에 신인왕 후보 지위는 잃은 상황이었다. 대신에 신인왕은 팀 동료 밥 앨리슨에게 돌아갔다.
1960년 시즌 초에는 부상이 발목을 잡았다. 3월에는 비용종으로 인하여 수술을 받았고, 반복되는 햄스트링 부상으로 인해 5월에는 대부분의 경기에 출전하지 못했다. 부상으로부터 복귀한 후에는 경기 선발 명단에 꾸준히 이름을 올렸고, 124경기에 출전해 31홈런을 기록하며 시즌을 마쳤다. 잔병치레에도 불구하고 계속해서 홈런을 때려냈으나 소속팀 세너터스의 시즌 성적과는 연결되지 못했다. 이번 시즌 세너터스는 아메리칸 리그의 세컨드 디비전에 머물렀는데, 킬러브루가 워싱턴 소속으로 뛰기 시작한 이래 팀은 세컨드 디비전을 한 차례도 벗어나지 못했고, 그 중 4차례는 리그에서 꼴찌를 면치 못했다. 시즌 후 소속팀 세너터스는 연고지를 미네소타로 옮겼으며 팀명은 미네소타 트윈스로 변경되었다.

### 미네소타 트윈스

#### 1961–1965

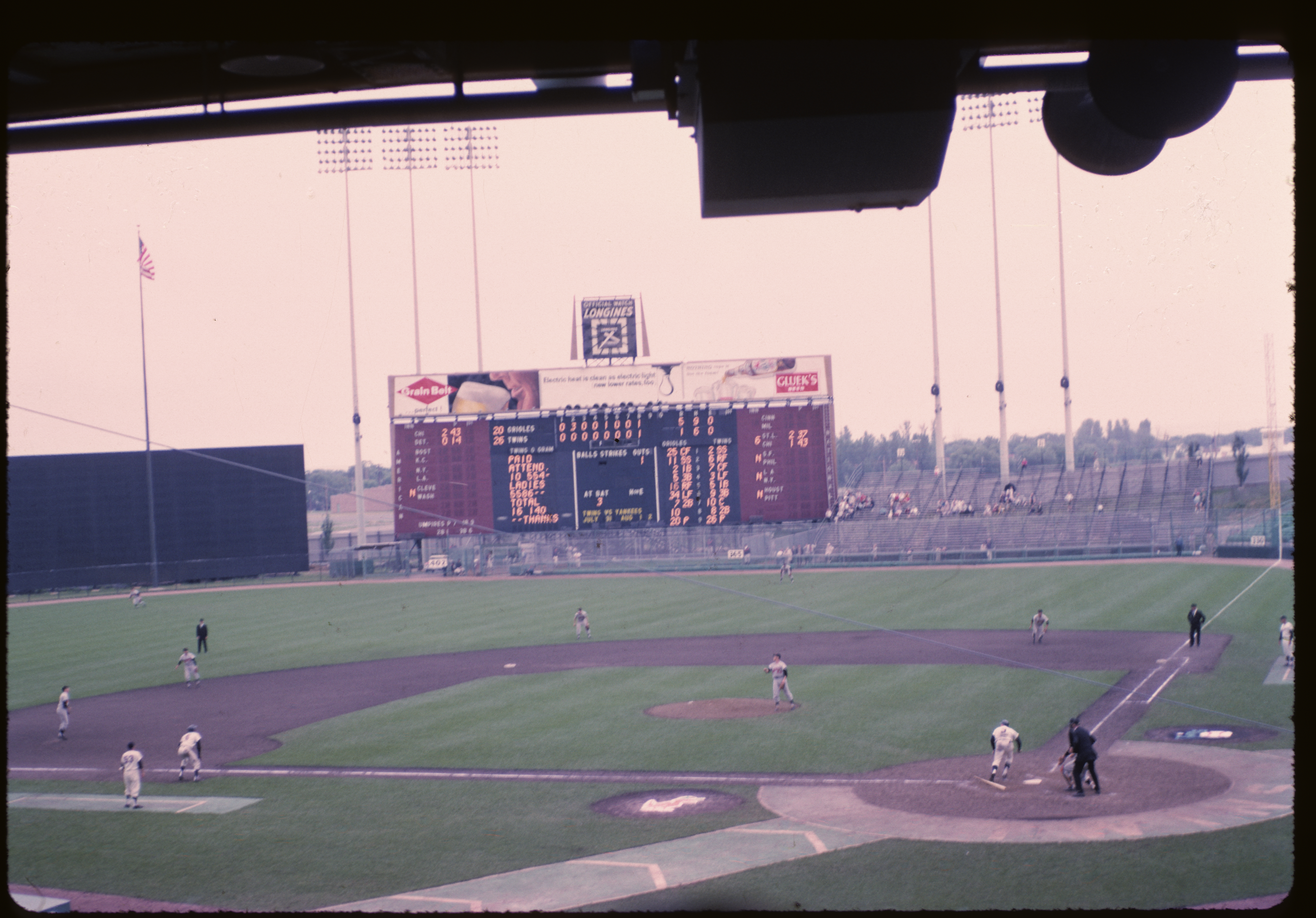
1964년 7월 30일 경기에서 주자 토니 올리바를 불러들이는 안타를 쳐내는 킬러브루.

미네소타 유니폼을 입은 첫해, 킬러브루는 쿠키 라바게토 감독의 지시로 팀의 주장에 임명되었고, 이해 시즌 2년 전 자신이 세운 프랜차이즈 홈런 기록을 갱신하는 46홈런을 때려내며 감독의 믿음에 응답했다. 또한 122타점으로 팀 내 타점 부문 1위에 오른 데 이어 타율 .288와 장타율 .606으로 개인 커리어 하이를 기록했고, 특히 개인 커리어에서 유일하게 장타율을 6할을 넘긴 시즌을 만들어냈다. 또한 역시 개인 커리어 하이인 7개의 3루타를 터뜨리며 팀 내 3루타 부문 공동 1위를 했고, 득점, 루타수, 볼넷 부문에서도 팀 내 최다를 기록했다. 1961년 6월 12일, 킬러브루는 자신의 커리어에서 유일한 5안타 경기를 만들어냈으나 팀의 패배를 막지는 못했다. 1961년 두 차례 치러진 올스타전 선수 명단에도 이름을 올렸는데, 2차전에는 출전하지 않았으며 1차전에서 6회 대타 홈런을 쳐냈다. 시즌 종료 후에는 이해 61홈런으로 단일 시즌 최다 홈런 기록을 세운 로저 매리스, 짐 젠틸와 함께 홈런레이스에 참여해, 20홈런으로 우승을 차지했다.
7개의 3루타를 때린 1961년 시즌 이후로, 킬러브루의 주력은 점차 줄기 시작했고 1962년 시즌에는 사두근이 당기는 문제로 인해 꾸준하게 3루타를 쳐낼 수 없게 되었다. 수비 포지션도 좌익수로 변경한 이번 시즌에는 4월과 6월에는 2할 미만의 타율을 기록하며 슬로 스타터의 모습을 보였기에 올스타전에도 선발되지 않았으며, 킬러브루에게 이해 시즌은 1972년 시즌이 되기 전까지 올스타에 이름을 올리지 못한 마지막 시즌이 되었다. 클리블랜드 인디언스와의 7월 18일 경기에서 킬러브루와 밥 앨리슨은 1890년 이후로 한 이닝에서 서로 만루 홈런을 때려낸 최초의 팀메이트가 되었고, 이러한 결과로 트윈스는 1회에만 11점을 냈다. 이해 시즌 최종 성적은 48홈런, 126타점으로 두 부문에서 자신의 커리어 하이를 경신했는데, 이해 시즌에는 킬러브루 말고는 아메리칸 리그에서 40홈런 이상 기록한 선수가 없었을 뿐만 아니라 타점에서도 AL 1위에 이름을 올렸다. 또한 단일 시즌 48홈런은 2년 연속 프랜차이즈 기록을 갈아치운 것이었다. 하지만 타율은 전년도의 .288에서 .243으로 하락했으며, 자신의 단일 시즌 최다인 142삼진을 기록하며 이해 시즌 아메리칸 리그에서 가장 많이 삼진을 당한 타자이기도 했다.
그동안의 호성적은 1963년에 들어서 소속팀과 약 40,000달러(오늘날 화폐 가치로 338,130달러)의 계약을 맺으며 보상받았다. 한편, 시즌에 들어선 이후에는 오른쪽 무릎의 부상이 잘 낫지 않아 이해 4월 하반기와 5월 초의 많은 경기에서 결장하는 등 시작이 더뎠다. 하지만 부상으로부터 복귀한 뒤에는 타격에서의 기량을 끌어올리며 팀이 6연승을 할 때도 상당 부분 기여했다. 9월 21일, 보스턴 레드삭스와의 더블헤더 첫 경기에서는 자신의 커리어에서 유일한 3홈런 경기를 했다. 이해 시즌 최종 성적은 타율 .258, 45홈런, 96타점으로 홈런과 장타율(.555) 부문에서 아메리칸 리그 1위에 이름을 올렸다. 시즌 후에는 고질적인 오른쪽 무릎 문제를 해결하기 위한 수술을 받았다.
지난 3년 간 평균 이하의 송구 능력을 갖고서 좌익수를 봐왔던 문제와 더불어 무릎 수술이 추가적인 위험 변수가 되면서 킬러브루는 내야수로 포지션을 옮기게 되었다. 이후 남은 커리어 동안 외야수로 출전한 경기가 19경기에 불과했다. 1964년 시즌에는 타율 .270, 49홈런, 111타점을 기록하며 3년 연속으로 아메리칸 리그 홈런 1위를 달성했다.
1965년 시즌, 미네소타 트윈스는 아메리칸 리그 페넌트 우승을 이뤄냈다. 올스타 브레이크 직전인 7월 11일 경기에서, 미네소타와 맞붙은 디펜딩 챔피언 뉴욕 양키스는 9회말이 되기까지 1점 차 리드를 가져가고 있었다. 하지만 킬러브루가 끝내기 역전 투런 홈런을 쳐냈다. 그로부터 이틀 후 미네소타의 홈구장인 메트로폴리탄 스타디움에서 치러진 올스타전에서, 킬러브루는 선발 출전해 최대 5–0까지 리드하고 있던 내셔널 리그를 상대로 경기를 동점으로 만드는 투런 홈런을 쳐냈다. 이해 개인 통산 다섯 번째 올스타 팀에 선발되어 1루수를 맡은 킬러브루는 3루수(1959년, 1961년)와 좌익수(1963년, 1964년)로 올스타에 선정된 이력을 포함하여 세 개의 다른 포지션에서 올스타로 선정되는 역사상 첫 번째 선수가 되었다.

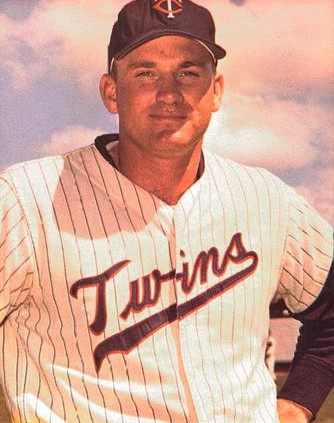
1965년의 모습.

킬러브루는 8월 2일 경기에서 부상을 당하기 전까지 그해 시즌 일곱 차례 동점 또는 결승 득점 주자를 불러들이는 활약을 펼치고 있었다. 볼티모어 오리올스와의 이날 경기에서 트윈스의 3루수 리치 롤린스가 1루를 향해 던진 악송구를 처리하기 위해 분주히 움직이던 킬러브루는 그만 주자와 부딪혀 팔꿈치가 탈구되는 부상을 입었고, 이로 인해 9월 중순까지 경기에서 빠져야 했다. 킬러브루의 공백이 있던 기간 동안 소속팀 트윈스는 28승 19패를 거두었으며 계속해서 리그 1위 자리를 놓치지 않았다. 킬러브루는 이해 시즌 부상의 여파로 25홈런 75타점의 상대적으로 저조한 성적을 기록했다. 소속팀 미네소타 트윈스가 로스앤젤레스 다저스와 맞붙은 1965년 월드 시리즈에서 킬러브루는 조일로 베르사예스와 함께 .286의 시리즈 타율로 타선을 이끌었으며, 특히 4차전에서는 돈 드라이즈데일을 상대로 홈런을 쳐냈다. 미네소타는 시리즈 3경기에서 완봉패를 당했고 7차전까지 가는 승부 끝에 다저스가 우승의 영광을 안았다.

#### 1966–1969
1966년 시즌 초 킬러브루는 홈런을 거의 때려내지 못했다. 5월 중반까지 2개의 홈런만을 쳐냈는데, 이는 예년의 동일한 시점과 비교했을 때 시즌의 첫 두 달을 거의 뛰지 못했던 1960년 이래로 최저의 기록이었다. 허나 시즌이 끝난 시점에는 홈런의 개수를 39개로 크게 늘렸으며, .281의 타율과 110타점을 기록했다. 또한 103개의 볼넷으로 이 부문 아메리칸 리그 1위를 했고, 최우수 선수(MVP) 투표에서는 볼티모어 오리올스가 아메리칸 리그 우승을 차지하는 데 공헌한 세 명의 선수, 프랭크 로빈슨, 브룩스 로빈슨, 부그 파월에 이은 4위에 이름을 올렸다.
1967년 6월 3일, 킬러브루는 4회에 루 버뎃를 상대로 외야 2층 관중석에 떨어지는 큼지막한 홈런 타구를 날렸는데, 이는 당시 메트로폴리탄 스타디움에서 기록된 최장 거리 홈런이었다. 킬러브루의 활약 속에 미네소타 트윈스는 시즌 내내 리그 우승권에 있었으며, 보스턴 레드삭스와 팀의 시즌 마지막 두 경기를 앞두고 리그 2위와 1경기 밖에 차이가 나지 않는 상황에 마주쳤다. 페넌트 우승을 위해서는 남은 경기 중 한 경기만 이겨도 되는 상황에서, 킬러브루는 남은 두 경기 모두 각각 2안타씩을 때려냈고 특히 첫 경기에서 홈런도 쳐냈다. 하지만 결과적으로 보스턴이 두 경기를 모두 승리했고, 미네소타는 디트로이트 타이거스와 함께 승률에서 동률을 이루며 리그 공동 2위로 내려 앉았다. 이번 시즌 킬러브루는 타율 .269와 113타점을 기록했고, 44홈런으로 아메리칸 리그 트리플 크라운을 차지한 보스턴의 스타 칼 야스트렘스키와 같은 개수의 홈런을 때려냈으며, 131볼넷으로 이 부문 아메리칸 리그 1위에 이름을 올렸다. 리그 MVP 투표에서는 1위에 선정된 야스트렘스키와는 투표 점수가 격차가 있는 2위를 기록했다.
1968년 4월 킬러브루는 아이다호주에서 주식을 처분하는 데 있어 자신의 이름이 부정하게 사용된 것과 관련된 재판에서 검사 측 증인으로 나섰다. 이해 시즌 성적은 그리 성공적이지 못했는데, 시즌 내내 타율을 2할을 겨우 넘는 수준이었다. 출발은 나쁘지 않았으나 5월과 6월에는 월간 타율이 1할을 맴돌았고, 올스타 브레이크 이전까지 .204의 타율과 13홈런만을 기록했다. 그럼에도 올스타전 선발 1루수로 선정되면서 킬러브루 본인도 부진한 성적 때문에 올스타에 선정된 것에 대한 놀라움과 당황스러움을 표현했다. 올스타전에서 킬러브루는 3회에 유격수 짐 프레고시의 송구를 잡기 위해 몸을 뻗다가 발이 미끄러지면서 왼쪽 햄스트링이 파열되는 부상을 입었고, 들것에 의해 실려나갔다. 이 당시 킬러브루의 부상은 선수로서의 경력을 멈추게 할 수도 있는 위협적인 부상으로 여겨졌지만, 다행히도 6주 정도의 공백 기간을 거친 후 9월부터 다시 이따금씩 경기에 출전할 수 있었다.
7개월 간의 재활 기간을 거친 뒤에도 여전히 부상의 여파가 남아 있었지만, 1969년 시즌 다시 반등하며 최고의 시즌을 만들어냈다. 그해 7월 5일, 킬러브루는 오클랜드 애슬레틱스와의 경기에서 개인 통산 한 경기 최다 타점인 6타점을 올렸다. 9월 5일 경기에서는 첫 두 이닝에서 3점 홈런과 만루 홈런을 때려내며, 두 달 전 세운 타점 기록을 경신하는 동시에 애슬레틱스에게 다시 패배를 안기는 활약을 펼쳤다. 이해 시즌 킬러브루의 공격 부문에서의 활약은 리그 최정상급이었으며, 이에 힘입어 빌리 마틴 신인 감독의 미네소타 트윈스는 아메리칸 리그 서부 지구 초대 우승을 차지했다.
1969년 시즌, 킬러브루는 타점, 득점, 볼넷, 출루율 부문에서 개인 통산 단일 시즌 최고 기록을 세웠으며, 49홈런으로 자신의 한 시즌 최다 홈런 기록과 동률을 이뤘고, 심지어 개인 커리어 통산 19개의 도루 중 8개를 이해 시즌에 만들어내며 자신의 커리어에서 유일한 최우수 선수상 수상을 향해 나아갔다. 시즌 전 경기인 162경기에 출전하며 홈런과 타점(140) 부문 메이저 리그 1위를 했으며, 출루율(.427), 볼넷(145), 고의 사구(20) 부문에서는 아메리칸 리그 1위에 이름을 올렸다. 2022년 현재, 1969년 시즌 킬러브루의 홈런, 타점, 볼넷 기록은 여전히 팀 기록으로 남아 있으며, 이해 시즌 기록한 145볼넷은 이 부문 메이저 리그 역사에서 단일 시즌 20위에 해당하는 동시에 우타자만을 고려했을 때는 7위에 해당하는 기록이다. 1969년 아메리칸 리그 챔피언십 시리즈에 진출한 볼티모어 오리올스는 리그 최고의 투수진을 운용하며 미네소타를 상대로 3승 무패를 거두며 시리즈를 가져갔다. 볼티모어는 시리즈 3경기에서 킬러브루와의 맞대결을 피하며 6개의 볼넷을 내주었는데, 이는 시리즈 내내 킬러브루를 제외한 미네소타의 선수들을 상대로 내준 볼넷의 개수와 같았다.

#### 1970–1974
리그 MVP로 선정된 다음해, 킬러브루는 소속팀 미네소타 트윈스와 90,000달러(오늘날 화폐 가치로 599,769달러)에 재계약했다. 많은 변화를 겪은 팀 내에서 킬러브루는 선수단을 이끌어야 하는 책임에 놓였는데, 1965년 미네소타 트윈스가 페넌트 우승을 차지했을 때 당시 선수들 중 1970년에도 남은 선수는 킬러브루를 포함해 네 명밖에 없었다. 킬러브루는 시즌 전반기의 대부분 동안 호성적을 기록했고, 올스타 투표의 3루수 부문에서 볼티모어 오리올스의 브룩스 로빈슨과 엎치락뒤치락하며 라이벌 구도를 형성했다. 후반기에도 좋은 활약을 이어간 킬러브루는 41홈런, 113타점의 시즌 최종 성적을 기록했으며, 리그 MVP 투표에서 볼티모어의 부그 파월과 팀 동료 토니 올리바에 이은 3위를 했다. 지난해 포스트시즌과 마찬가지로, 미네소타는 1970년 아메리칸 리그 챔피언십 시리즈에서 부그 파월이 이끄는 볼티모어와 맞붙었다. 킬러브루는 시리즈 3경기에서 2홈런을 쳐냈지만 상대팀에게 2년 연속 시리즈를 스윕당하는 걸 막아내지는 못했다.
1970년 시즌은 킬러브루가 40홈런 이상 쳐낸 마지막 시즌이자 포스트시즌에 출전할 수 있었던 마지막 해였다. 그럼에도 재계약 규모는 더욱 커져, 1971년 시즌을 앞두고 트윈스 소속 선수 최초로 10만 달러(오늘날 화폐 가치로 639,030달러)의 계약이 성사되었다. 1971년은 킬러브루의 선수 커리어에 있어 마지막 올스타전 참가가 되었으며, 이 경기에서 킬러브루는 퍼거슨 젱킨스를 상대로 결승 2점 홈런을 때려내며 아메리칸 리그의 승리에 기여했다. 이번 시즌 최종 성적은 타율 .254와 114볼넷, 119타점으로, 볼넷과 타점 부문에서 아메리칸 리그 1위에 이름을 올렸으며, 28홈런을 기록했다. 이해 6월 22일에는 메이저 리그 통산 498홈런을 쳐냈으나, 이후 오른쪽 발가락 염좌로 인해 500홈런이라는 대기록에 다가가는데는 시간이 지체되었다. 이로부터 한 달이 넘게 지난 시점에서 499홈런을 기록한 뒤에, 8월 10일 홈 경기에서 1회 마이크 쿠에야르의 느린 커브를 통타해 결국 통산 500홈런을 달성했다. 이로써 당시 메이저 리그에서 500홈런을 기록한 역대 10번째 선수가 되었다. 이후 501홈런을 쳐내는 데에는 오랜 시간이 걸리지 않았는데, 같은 경기에서 다시 쿠에야르의 속구를 받아쳐서 홈런을 만들어냈기 때문이다.
1972년, 킬러브루는 노쇠화의 징조를 보였다. 1963년부터 매년 출전했던 올스타전에도 모습을 드러내지 못했지만, 킬러브루는 이에 대한 실망감을 드러내기보다 동료 유격수 대니 톰프슨에게 올스타전에 출전할 수 있는 기회가 주어져야 한다고 역설했다. 이에 대해 톰프슨도 여전히 킬러브루에게 출전 기회가 돌아갔어야 한다고 맞장구쳤다. 그럼에도 킬러브루의 통산 홈런 개수는 차곡차곡 쌓여서 7월 말에 이미 지미 폭스와 미키 맨틀의 기록에 근접했고, 8월이 되어서는 그 둘의 기록을 넘어섰다. 이번 시즌 킬러브루의 최종 성적은 타율 .231, 26홈런, 74타점이었다. 킬러브루는 다음 시즌을 앞두고 다리 부상으로 인해 두 차례 수술을 받았고, 이로 인해 1973년 시즌을 시작하며 그의 건강에는 물음표가 붙었다. 시즌 전반기는 무난히 소화했으나 6월 25일에 당한 왼쪽 무릎 부상으로 인해 경기에서 배제되었고, 그로부터 한 달 후에 부상에서 완전히 회복되지 않은 상태에서 손상된 연골을 떼어내는 수술을 받았다. 이후 9월 중순까지 라인업에 복귀하지 못했다. 이해 시즌 동안 67경기 출전해 5홈런에 그쳤다.
다음 시즌을 위해 몸 상태를 회복한 킬러브루는 5월 5일 디트로이트 타이거스와의 경기에서 2개의 홈런을 치며 자신의 건재함을 알렸다. 이 경기의 두 개의 홈런 중 두 번째 홈런은 통산 550번째 홈런이었다. 미네소타 트윈스 구단은 그동안의 킬러브루의 활약을 기념하기 위해 8월 중 한 경기에서 하먼 킬러브루 데이를 개최하며 그의 등번호를 영구 결번시키려는 계획을 발표했다. 킬러브루는 이러한 구단의 축하에 응답하듯이 이날 경기에서 소속팀이 볼티모어 오리올스를 5-4로 꺾는데 제 역할을 했다. 이해 시즌 성적은 타율 .222, 13홈런, 54타점이었다. 1974년 12월, 킬러브루는 코치이자 타격 인스트럭터 보직으로 트윈스와 계속 함께 하거나, 트리플 A 구단인 타코마 트윈스의 감독직을 맡거나, 아니면 방출을 당해야 하는 선택의 기로에 놓였다. 킬러브루는 방출을 선택했고, 이로써  21년간 이어오던 미네소타 트윈스와의 동행을 마무리지었다.

### 캔자스시티 로열스
미네소타 트윈스에서 방출된 지 8일이 지난 1975년 1월 24일, 킬러브루는 캔자스시티 로열스와 1년 계약을 맺었다. 로열스가 5월 초 미네소타 원정을 치르러 왔을 때, 트윈스 구단은 등번호 3번을 공식적으로 결번한 상태였다. 두 팀 사이의 경기에서 킬러브루는 예전 팀 동료를 상대로 홈런을 날린 뒤에 관객들로부터 기립 박수를 받았다. 이해 캔자스시티 소속으로 106경기에 출전해 타율 .199, 14홈런, 44타점을 기록했다. 시즌 종료 후 로열스 구단은 킬러브루를 방출했다. 1976년 3월, 킬러브루는 자신의 은퇴를 공식적으로 발표했으며 트윈스 경기의 아나운서이자 스포츠 해설가로 일하게 될 것이라고 이야기했다. 은퇴 당시 킬러브루는 메이저 리그 통산 홈런 개수에서 5위에 이름을 올리고 있었다.

### 명예의 전당
하먼 킬러브루의 명예의 전당 입회 후보 자격은 1981년부터 주어졌는데, 이해에는 239표를 득표에 59.6%의 득표율을 보였다. 명예의 전당 입회를 위해서는 최소한 75%의 득표가 필요했다. 통산 573홈런으로 은퇴 당시 홈런 역대 5위에 이름을 올리고 있었음에도, 선수로 생활한 기간을 고려했을 때 상대적으로 적은 안타 개수(2086), 많은 삼진 숫자(1699), 그리고 타율 .256의 통산 기록을 지니고 있었다. 다음해인 1982년 투표에서는 59.3%의 득표율로 후보 자격을 얻은 첫해 명예의 전당 입성에 성공한 행크 에런과 프랭크 로빈슨 뒤로 밀렸다. 1983년에 71.9%의 득표를 받은 직후에는 킬러브루 본인이 지난 2년 동안의 득표 결과에 비해 더 받아들이기 힘든 결과였다고 토로하면서 "기자들은 왜 매번 입회할 수 있는 후보의 수가 정해진 것처럼 느끼나요?"라고 반문했다. 1984년, 입회 후보 자격을 얻은 지 4년째 되는 해에 킬러브루는 83.1%의 득표율을 얻어 루이스 아파리시오, 돈 드라이즈데일과 함께 명예의 전당에 입성했다.

### 평가
킬러브루는 옐로스톤을 포함해 어떤 구장에서도 공을 담장 밖으로 넘길 수 있다. 
하먼 킬러브루는 통산 573개의 홈런(메이저 리그 역대 12위)과 1,584개의 타점, 그리고 1,559개의 볼넷(역대 15위)를 기록했다. 역대 아이다호주 출신 선수 중 통산 최다 홈런 기록을 보유하고 있으며, 밴스 로가 그 뒤를 잇고 있다. 또한 10,074번 타석에 들어선 프랭크 토머스가 기록을 깨기 전까지 희생타를 기록하지 않으면서 가장 많은 타석수(9,831)를 기록한 선수이기도 했다.

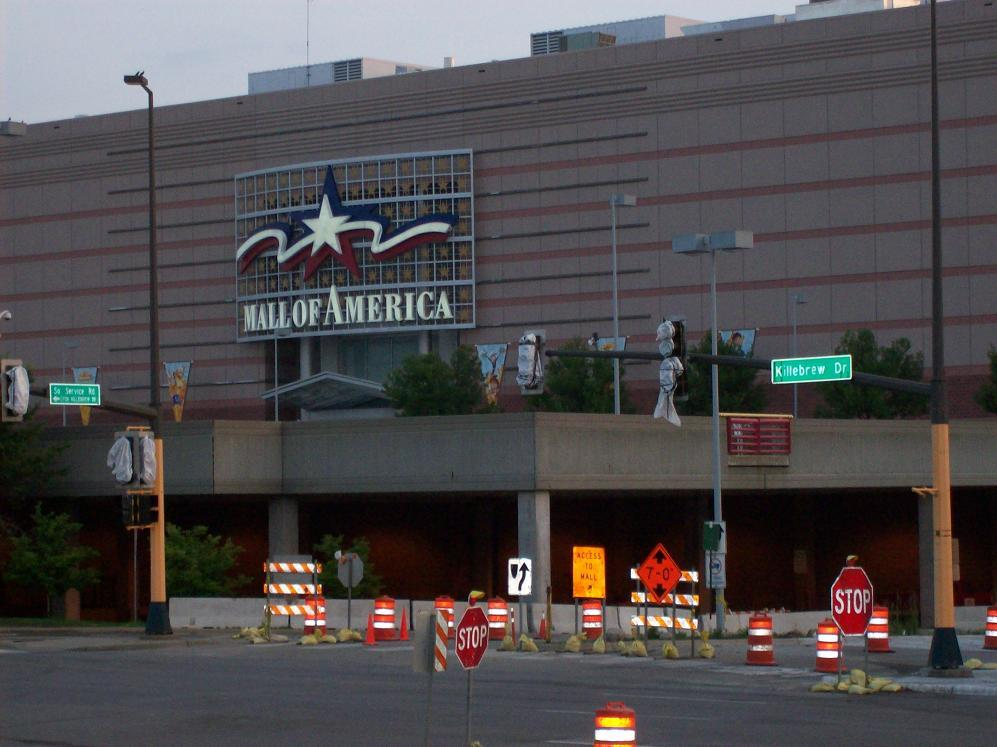
몰 오브 아메리카의 입구와 킬러브루 드라이브.

레지 잭슨은 "하먼 킬러브루가 리그의 최고의 선수가 아니라면, 나는 그보다 더 나은 타자를 본 적이 없다."라고 말했다. 미네소타주 블루밍턴에 있던 메트로폴리탄 스타디움의 옛 자리에 들어서 있는 몰 오브 아메리카의 남측을 따라 나 있는 도로의 이름은 "킬러브루 드라이브"로 명명되었다. 휴버트 H. 험프리 메트로돔의 외야 상단에 걸려 있던 야구 카드를 닮은 플래카드에는 미네소타 트윈스의 영구 결번 선수들(킬러브루(3), 로드 커류(29), 토니 올리바(6), 켄트 허벡(14), 커비 퍼켓(34))의 모습이 있었다. 1999년 《스포팅 뉴스》에서 역대 최고의 야구 선수 100명을 선정했을 때 킬러브루는 69위에 이름을 올렸으며, 같은 해에 투표를 통해 결정된 메이저 리그 베이스볼 세기의 팀에서도 최종 후보자 명단에 올랐다. 미네소타 트윈스가 2010년 홈구장을 타깃 필드로 이전했을 때 경기 출입구 이름은 팀의 영구 결번자들의 이름을 따서 명명되었으며, 경기장의 남동쪽(외야 가운데 방향)에 있는 3문은 킬러브루의 이름을 붙였다. 또한 헤븐리 마운틴 리조트에 있는 킬러브루 협곡은 야구 선수에서 은퇴 후 리조트의 외부 경계에서 스키를 탄 킬러브루의 이름을 따서 명명되었다.
메이저 리그 베이스볼 로고에 묘사된 선수의 모습이 킬러브루라는 일련의 소문에도 불구하고, 해당 로고를 제작한 제리 디오르는 특정 선수를 본떠서 만들어낸 것이 아님을 밝혔다. 한편 킬러브루는 본인이 설립 과정에서 도움을 주었고 1982년에 창립된 메이저 리그 베이스볼 은퇴선수협회의 로고의 모델이었다.
킬러브루는 선수 시절 내내 어느 누구에게나 신사적인 모습을 보여주었던 선수로 유명했으며, 심지어 심판에게도 친절한 태도를 보이곤 했다.
더 킬러(킬러브루의 별명)은 야구 역사상 가장 두려움을 느끼게 하는 강타자 중 한 명이었지만, 한편으로는 경기를 뛰는 중에 가장 친절했던 사람들 중 한 명이었습니다. 심판의 판정이 불리할지라도 옳은 판정이라고 생각되면 심판을 칭찬하기까지 하는 극소수의 선수들 중의 한 명이었죠. 제가 냉정하게 스트라이크 판정을 내리면 제게 돌아서서 "옳은 판정이네요."라고 동의하는 말을 하곤 했어요.— 론 루시아노, 《Umpire Strikes Back》, 59쪽

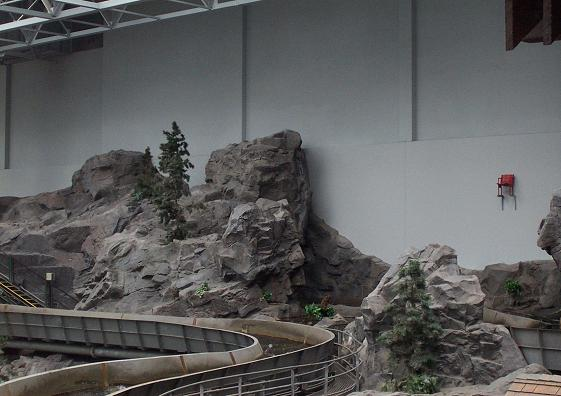
미네소타주 블루밍턴에 위치한 몰 오브 아메리카의 니켈로디언 유니버스에서 후룸라이드를 내려다보는 위치에 있는 빨간 외야석. 킬러브루가 기록했던 비거리의 홈런 타구가 맞은 곳을 가리키고 있다.

킬러브루는 재빠른 손놀림과 특출난 상체 힘으로 유명했는데, 이는 커리어 전성기 시절 그가 자주 보여주었던 초대형 홈런의 결과로 나타났다. 킬러브루는 자신이 그리피스 스타디움에서 빌리 호프트를 상대로 메이저 리그에서 기록한 첫 홈런을 가장 좋아한다고 이야기하면서, "프랭크 하우스가 그때 당시 포수였어요. 제가 타석에 들어설 때 그는 '얘야, 우리는 너한테 속구를 던질거야.'라고 말했죠. 저는 그를 믿어야 할지 말아야 할지 몰랐어요. 저는 쳐냈습니다. 제가 쳤던 홈런 중 가장 먼 비거리의 홈런 중 하나였어요. 제가 홈플레이트를 밟을 때 하우스가 '이번이 다음 투구가 무엇일지 너에게 알려주는 마지막이야.'라고 말했어요."라는 말을 남겼다.
1962년 8월 3일, 킬러브루는 야구공을 타이거 스타디움의 좌측 지붕 너머로 보낸 최초의 기록을 남겼는데, 좌측 지붕은 오래된 역사를 갖고 있는 이 구장에서 담장과의 거리가 상대적으로 가까운 우측에 비해서 좀처럼 도달하기 어려운 지점이었다. 이 홈런 이후 이 구장이 문을 닫기 전까지 37시즌에 이르는 시간 동안, 킬러브루의 타구처럼 좌측 지붕 너머로 타구를 보낸 기록은 오직 세 차례에 불과했다. 1964년 5월 24일, 킬러브루는 볼티모어의 메모리얼 스타디움에서 좌중간 깊숙한 곳으로 해당 구장 역사상 가장 먼 144 m(471 피트)의 비거리로 측정된 홈런을 때려냈다. 이 홈런 타구는 외야석 중에서도 가장 먼 곳으로 떨어졌다. 오리올스의 홈구장인 이곳에서 기록된 장외홈런은 1966년 시즌의 프랭크 로빈슨이 유일했는데, 이때의 홈런 비거리는 137 m(451 피트)로 킬러브루가 쳐냈던 홈런의 비거리보다 약 7 m(20 피트)가 짧았다. 1967년 6월 3일, 킬러브루는 160 m (520 피트)에 달하는 비거리의 홈런을 때려냈는데, 이는 메트로폴리탄 스타디움에서 기록된 홈런 중 가장 먼 비거리의 홈런이자 현재에도 미네소타 트윈스 소속 선수 역사상 가장 먼 비거리의 홈런으로 기록되고 있다. 블루밍턴의 몰 오브 아메리카에는 이 홈런을 기리기 위해 홈플레이트를 표시한 명판과 홈런이 도달한 위치와 높이에 맞게 설치되어 있는 빨간 좌석이 있다. 타깃 필드에는 타깃 필드의 홈플레이트에서 정확히 160 m (520 피트) 떨어진 지점인 34문의 바깥에 금색 글러브 조형물이 있었는데, 트윈스 구단이 34문 바깥으로 새로운 공간을 조성하면서 다른 곳으로 옮겨졌다.

## 은퇴 이후의 삶

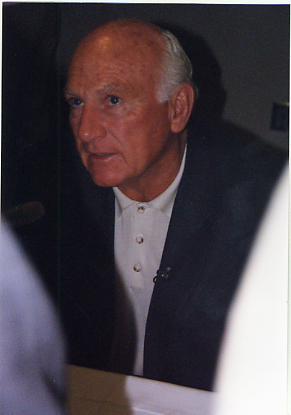
2007년 4월의 모습.

킬러브루는 은퇴 이후 1976년부터 1978년까지는 WTCN TV에서 미네소타 트윈스의 경기를 중계하는 텔레비전 캐스터로 일했다. 1979년부터 1982년에는 오클랜드 애슬레틱스 담당 캐스터, 1983년에는 캘리포니아 에인절스 담당 캐스터를 맡았다가 다시 미네소타로 돌아와 1984년부터 1988년까지 캐스터로 일했다. 오클랜드에 있을 당시에는 메이저와 마이너 리그의 타격 인스트럭터를 겸하기도 했다. 1980년대 후반에는 재정난에 시달렸다. 1988년 7월에는 자신의 집을 압류당했으며, 1989년에 《미니애폴리스 스타 트리뷴》은 킬러브루가 70만 달러의 빚을 지고 있다고 보도했다. 또한 킬러브루는 1955년에 결혼해 30년 이상 함께 했던 아내 일레인 킬러브루(결혼 전 성은 로버츠, Elaine Killebrew née Roberts)와도 이혼하는 아픔을 겪었다. 그로부터 얼마 지나지 않아 건강 상태도 나빠지기 시작했다. 1990년 5월에는 기흉과 식도 손상으로 인해 병원으로 급히 이송되는 일이 있었다. 이후 이어진 농양과 포도상구균 감염증과 함께 세 차례의 수술을 견뎌내야 했고, 거의 죽음 직전까지 이르기도 했다. 수술 이후에는 얼마 동안 휠체어를 사용했다. 1990년 12월에 이르러 건강 상태가 다시 좋아졌고, 니타 패튼(Nita Patten)이라는 이름의 여성과 재혼했다.
킬러브루는 아이다호주 보이시에서 보험과 증권 사업에 매진했다. 1990년에는 애리조나주 스코츠데일로 이주하였고 1998년에 자신의 이름을 딴 하먼 킬러브루 재단을 설립하고 본인이 이사장직을 맡았다. 1977년에는 랠프 R. 하딩 전 아이다호주 하원의원과 함께 대니 톰프슨 메모리얼 골프 토너먼트(현재 이름은 킬러브루-톰슨 메모리얼)라는 이름의 대회를 만들었는데, 이 대회는 매년 8월 말에 아이다호주 선밸리에서 열리고 있으며 이 대회를 통해 현재까지 백혈병과 암 연구에 156만 달러 이상의 금액이 기부되어 오고 있다. 대니 톰프슨은 백혈병 투병 중에도 메이저 리그 경력을 이어오다가 1976년 12월에 29살의 나이로 요절했던 킬러브루의 미네소타 시절 팀 동료였다.

## 개인적인 삶
선수 시절 별명과 플레이 스타일에도 불구하고 주변 동료들은 킬러브루를 조용하고 친절한 사내로 평가했다. 킬러브루는 한창 메이저 리그에서 활약하고 있던 당시에 절대 담배를 피거나 술을 마시지 않는 교리를 지닌 예수 그리스도 후기 성도 교회의 신자가 되었다. 킬러브루는 취미가 무엇이냐는 질문을 받았을 때 "그냥 설거지를 하는 것 같아요."라고 대답하기도 했다.
2010년 12월 29일, 킬러브루는 자신이 식도암에 걸렸고 치료를 시작했다는 사실을 공개했다. 2011년 5월 13일, 미네소타 트윈스는 보도자료를 통해 킬러브루의 병세가 의사들의 예상보다 악화되었기 때문에 치료를 중단하고 호스피스 치료에 들어갔다고 발표했다. 트윈스 선수들은 킬러브루를 기리는 의미로 2011년 시즌의 남은 기간 동안의 홈 경기에서 1961년 레트로 서드 유니폼을 착용했다. 워싱턴 내셔널스 구단 또한 홈 덕아웃에 킬러브루의 이름과 배번 3번이 달린 유니폼을 걸어 놓아 그를 기렸다. 2011년 5월 17일, 킬러브루는 향년 74세의 나이로 스코츠데일에 있는 자신의 집에서 세상을 떠났다. 시신은 아이다호주 페이엣에 있는 리버사이드 묘지에 묻혔다.
킬러브루의 사망 직후 미네소타 트윈스 구단은 다음과 같은 내용의 성명을 발표했다.
미네소타 트윈스 구단과 트윈스를 응원하는 수백만의 팬들에게 있어 하먼 킬러브루 이상의 의미를 지닌 인물은 없습니다. 하먼은 야구사에서 가장 생산적이었던 홈런 타자들 중 한 명으로서, 그리고 어퍼 미드웨스트 지방에서 트윈스 프랜차이즈와 메이저 리그 베이스볼이 장기간의 성공을 거둘 수 있게 토대를 놓은 선수들의 리더로서 오랫동안 기억될 것입니다. 하지만 하먼이 유산으로 남긴 더 중요한 것은 그가 명예의 전당에 비견될 만큼의 남편, 아버지, 친구, 팀 동료, 그리고 한 사내로서 매일 보여준 탁월함, 품위, 겸손일 것입니다.— 데이브 세인트 피터 미네소타 트윈스 사장, 《Star Tribune》

## 통산 기록
| 연도 | 팀명   | 포지션             | 경기 | 타수 | 득점 | 안타 | 2루타 | 3루타 | 홈런 | 루타 | 타점 | 도루 | 도실 | 볼넷 | 사구 | 삼진 | 병살 | 실책 | 타율 | 출루율 | 장타율 |
| ---- | ------ | ------------------ | ---- | ---- | ---- | ---- | ----- | ----- | ---- | ---- | ---- | ---- | ---- | ---- | ---- | ---- | ---- | ---- | ---- | ------ | ------ |
| 1954 | WSH    | 2루수              | 9    | 13   | 1    | 4    | 1     | 0     | 0    | 5    | 3    | 0    | 0    | 2    | 0    | 3    | 1    | 0    | .308 | .400   | .385   |
| 1955 | WSH    | 3루수              | 38   | 80   | 12   | 16   | 1     | 0     | 4    | 29   | 7    | 0    | 0    | 9    | 0    | 31   | 3    | 5    | .200 | .281   | .363   |
| 1956 | WSH    | 3루수              | 44   | 99   | 10   | 22   | 2     | 0     | 5    | 39   | 13   | 0    | 0    | 10   | 0    | 39   | 2    | 4    | .222 | .291   | .394   |
| 1957 | WSH    | 3루수              | 9    | 31   | 4    | 9    | 2     | 0     | 2    | 17   | 5    | 0    | 0    | 2    | 0    | 8    | 0    | 1    | .290 | .333   | .548   |
| 1958 | WSH    | 3루수              | 13   | 31   | 2    | 6    | 0     | 0     | 0    | 6    | 2    | 0    | 0    | 0    | 1    | 12   | 0    | 0    | .194 | .212   | .194   |
| 1959 | WSH    | 3루수              | 153  | 546  | 98   | 132  | 20    | 2     | 42   | 282  | 105  | 3    | 2    | 90   | 7    | 116  | 12   | 30   | .242 | .354   | .516   |
| 1960 | WSH    | 1루수/3루수        | 124  | 442  | 84   | 122  | 19    | 1     | 31   | 236  | 80   | 1    | 0    | 71   | 1    | 106  | 10   | 17   | .276 | .375   | .534   |
| 1961 | MIN    | 1루수/3루수        | 150  | 541  | 94   | 156  | 20    | 7     | 46   | 328  | 122  | 1    | 2    | 107  | 3    | 109  | 11   | 23   | .288 | .405   | .606   |
| 1962 | MIN    | 좌익수             | 155  | 552  | 85   | 134  | 21    | 1     | 48   | 301  | 126  | 1    | 2    | 106  | 4    | 142  | 14   | 8    | .243 | .366   | .545   |
| 1963 | MIN    | 좌익수             | 142  | 515  | 88   | 133  | 18    | 0     | 45   | 286  | 96   | 0    | 0    | 72   | 3    | 105  | 16   | 3    | .258 | .349   | .555   |
| 1964 | MIN    | 좌익수             | 158  | 577  | 95   | 156  | 11    | 1     | 49   | 316  | 111  | 0    | 0    | 93   | 8    | 135  | 15   | 7    | .270 | .377   | .548   |
| 1965 | MIN    | 1루수/3루수        | 113  | 401  | 78   | 108  | 16    | 1     | 25   | 201  | 75   | 0    | 0    | 72   | 4    | 69   | 10   | 12   | .269 | .384   | .501   |
| 1966 | MIN    | 3루수/1루수        | 162  | 569  | 89   | 160  | 27    | 1     | 39   | 306  | 110  | 0    | 2    | 103  | 2    | 98   | 12   | 18   | .281 | .391   | .538   |
| 1967 | MIN    | 1루수              | 163  | 547  | 105  | 147  | 24    | 1     | 44   | 305  | 113  | 1    | 0    | 131  | 3    | 111  | 16   | 12   | .269 | .408   | .558   |
| 1968 | MIN    | 1루수              | 100  | 295  | 40   | 62   | 7     | 2     | 17   | 124  | 40   | 0    | 0    | 70   | 2    | 70   | 13   | 7    | .210 | .361   | .420   |
| 1969 | MIN    | 3루수/1루수        | 162  | 555  | 106  | 153  | 20    | 2     | 49   | 324  | 140  | 8    | 2    | 145  | 5    | 84   | 16   | 22   | .276 | .427   | .584   |
| 1970 | MIN    | 3루수/1루수        | 157  | 527  | 96   | 143  | 20    | 1     | 41   | 288  | 113  | 0    | 3    | 128  | 2    | 84   | 28   | 20   | .271 | .411   | .546   |
| 1971 | MIN    | 1루수/3루수        | 147  | 500  | 61   | 127  | 19    | 1     | 28   | 232  | 119  | 3    | 2    | 114  | 0    | 96   | 21   | 13   | .254 | .386   | .464   |
| 1972 | MIN    | 1루수              | 139  | 433  | 53   | 100  | 13    | 2     | 26   | 195  | 74   | 0    | 1    | 94   | 1    | 91   | 16   | 9    | .231 | .367   | .450   |
| 1973 | MIN    | 1루수              | 69   | 248  | 29   | 60   | 9     | 1     | 5    | 86   | 32   | 0    | 0    | 41   | 1    | 59   | 10   | 1    | .242 | .352   | .347   |
| 1974 | MIN    | 지명 타자/1루수    | 122  | 333  | 28   | 74   | 7     | 0     | 13   | 120  | 54   | 0    | 0    | 45   | 0    | 61   | 12   | 2    | .222 | .312   | .360   |
| 1975 | KCR    | 지명 타자          | 106  | 312  | 25   | 62   | 13    | 0     | 14   | 117  | 44   | 1    | 2    | 54   | 1    | 70   | 5    | 0    | .199 | .317   | .375   |
| 통산 | 22시즌 | 1루수/3루수/외야수 | 2435 | 8147 | 1283 | 2086 | 290   | 24    | 573  | 4143 | 1584 | 19   | 18   | 1559 | 48   | 1699 | 243  | 214  | .256 | .376   | .509   |

## 같이 보기
- 500 홈런 클럽

## 참고 문헌
- Allen, Bob; Gibert, Bill (2000). 《The 500 Home Run Club: Baseball's 16 Greatest Home Run Hitters from Babe Ruth to Mark McGwire》 (영어). Champaign, Illinois: Sports Publishing. ISBN 1-58261-289-7.
- Armour, Mark L.; Levitt, Daniel R. (2004). 《Paths to Glory: How Great Baseball Teams Got That Way》 (영어). Dulles, Virginia: Brassey's. ISBN 1-57488-805-6.
- Kalb, Elliott (2005). 《Who's Better, Who's Best in Baseball?》 (영어). New York: McGraw-Hill Professional. ISBN 0-07-144538-2.
- Leboutillier, Nate (2008). 《The Story of the Minnesota Twins》 (영어). Mankato, Minnesota: Creative Education. ISBN 978-1-58341-493-4.
- Markoe, Arnie (2002). 《The Scribner Encyclopedia of American Lives》 (영어). New York: Charles Scribner's Sons. ISBN 0-684-80665-7.
- Pahigian, Josh; O'Connell, Kevin (2004). 《The Ultimate Baseball Road-trip: A Fan's Guide to Major League Stadiums》 (영어). Guilford, Connecticut: Lyons Press. ISBN 1-59228-159-1.[깨진 링크(과거 내용 찾기)]
- Porter, David L. (2000). 《Biographical Dictionary of American Sports》 (영어). Westport, Connecticut: Greenwood Publishing Group. ISBN 0-313-31175-7.
- Rushin, Steve (2000). 《The Caddie Was a Reindeer: And Other Tales of Extreme Recreation》 (영어). New York: Atlantic Monthly Press. ISBN 0-87113-878-6.
- Thielman, Jim (2005). 《Cool of the Evening: The 1965 Minnesota Twins》 (영어). Minneapolis: Kirk House Publishers. ISBN 1-886513-71-6.